# Regra 6+5
A chamada Regra 6+5 foi uma proposta de inclusão de uma regra às regras gerais do futebol que foi apresentada pela FIFA durante uma reunião em maio de 2008, mas que já vinha sendo discutida desde 1999. A regra exigia que no início de cada partida cada clube deveria apresentar pelo menos seis jogadores elegíveis para jogar pela seleção nacional do país do clube (os outros cinco jogadores titulares não estariam sujeitos a esta restrição), não existindo qualquer restrição, no entanto, ao número de jogadores não elegíveis sob contrato com o clube, nem de suplentes para evitar constrangimentos não desportivos aos treinadores (com isso, potencialmente a partida poderia terminar com a razão 3+8, por exemplo).
O objetivo desta regra era restaurar a identidade nacional dos clubes de futebol que têm recorrido cada vez mais a jogadores estrangeiros no seu plantel. Pretendia-se também reduzir o fosso crescente entre os grandes e pequenos clubes de futebol. A proposta foi descartada em junho de 2010, após entendimento da Comissão Europeia de que tal proposta violaria as leis trabalhistas da União Européia.

## Histórico
Do ponto de vista histórico, a livre transferência de jogadores estrangeiros no contexto europeu pode ser rastreada até as consequências da decisão Bosman (emitida em 1995). O movimento dos atletas foi, na década seguinte, alvo de controvérsias; no outono de 2007, Joseph Blatter, então presidente da entidade mundial, criticou publicamente a composição predominantemente estrangeira dos clubes.
Outras controvérsias surgiram então sobre os fenômenos de naturalização de nativos e cidadãos não comunitários, uma questão sobre a qual cada liga europeia se moveu de maneira diferente. Por último, mas não menos importante, havia suspeitas sobre a validade efetiva dos passaportes e a possibilidade de jogar pela seleção nacional.

## Resolução adotada pelo Congresso da FIFA
O Congresso da FIFA, em sua reunião em Sydney em 29 e 30 de maio de 2008, por 150 votos favoráveis e 40 abstenções, decidiu:
1. Apoiar plenamente os objetivos do "6+5" conforme estabelecido no Congresso acima;
2. Solicitar aos presidentes da FIFA e da UEFA que continuem a explorar para a Europa, juntamente com o mundo do esporte - os protagonistas do futebol, mas também o Comitê Olímpico Internacional e as federações internacionais - todos os meios possíveis dentro dos limites da lei para garantir que esses cruciais esportes objetivos sejam alcançados;
3. Dar ao presidente da FIFA o mandato de, se necessário, tomar medidas semelhantes nos outros continentes em cooperação com a confederação relevante.

### Preceitos defendidos pela Regra 6+5
1. Os fundamentos do futebol são a harmonia e o equilíbrio entre o futebol de seleções e o futebol de clubes;
2. A perda da identidade nacional dos clubes põe em perigo os primeiros e tem levado ao aumento da desigualdade entre os segundos, alargando assim o fosso financeiro e desportivo entre ambos, reduzindo a competitividade das competições de clubes e aumentando a previsibilidade dos seus resultados;
3. Salvaguardar:
  1. a educação e formação de jovens jogadores;
  2. clubes de treinamento; e
  3. os valores do esforço e da motivação no futebol, em particular dos jovens futebolistas, é um elemento fundamental na proteção das seleções nacionais e no restabelecimento do equilíbrio desportivo e financeiro do futebol de clubes;
4. O desenvolvimento universal do futebol no último século não continuaria se houvesse desigualdades crescentes entre continentes, países e protagonistas do futebol;

### Calendário do 6+5
O objetivo é ter uma implementação incremental começando no início da Temporada 2010-11 para dar aos clubes tempo para ajustar suas equipes ao longo de vários anos. Para permitir o ajuste, a regra iria ser aplicada gradativamente com a fórmula 4+7 (4 nacionais e 7 estrangeiros) na temporada 2010-11 e 5+6 (5 nacionais e 6 estrangeiros) na seguinte antes de ser totalmente eficaz.

## Posição legal na União Europeia
A "Regra 6+5" foi descrita em várias ocasiões como ilegal pela União Europeia e foi rejeitada pelo Parlamento Europeu em 9 de maio de 2008. já que a regra viola o artigo 48 do Tratado CE e a lei Bosman. O então presidente da FIFA, Joseph Blatter, reuniu-se com representantes das ligas de futebol europeias para explicar a nova regra e angariar apoio para ela em 22 de julho de 2008.
Em uma reunião informal dos ministros do esporte europeus em Biarritz em 27 e 28 de novembro de 2008, a FIFA estava novamente buscando apoio para sua regra proposta. Numa declaração final, os ministros manifestaram o desejo de "incentivar o aprofundamento das iniciativas das federações internacionais no sentido de incentivar as equipas dos clubes profissionais de cada país a desenvolverem a presença de atletas aptos a qualificarem-se para as selecções nacionais, em cumprimento da legislaçãocomunitária , para fortalecer as raízes regionais e nacionais do esporte profissional."
Enquanto a FIFA expressou sua satisfação com a continuação do diálogo, os comissários da UE repetiram seu ponto de vista de que a "regra 6+5 é baseada na discriminação direta com base na nacionalidade e, portanto, contra um dos princípios fundamentais da lei da UE." Os observadores concluíram que o status quo não mudou.
O Instituto independente para Assuntos Europeus (Independent Institute for European Affairs - INEA) foi contratado pela FIFA para investigar se a regra era legal de acordo com a legislação atual da UE. Em 26 de fevereiro de 2009, o INEA divulgou um parecer de especialistas declarando que a regra 6+5 "pode ser implementada de acordo com a legislação da Comunidade Européia".
A decisão foi descartada em junho de 2010, pois a Comissão Europeia havia dito que tal proposta violaria as leis trabalhistas da UE.